# Myelaphus dispar
Myelaphus dispar är en tvåvingeart som först beskrevs av Friedrich Hermann Loew 1873.  Myelaphus dispar ingår i släktet Myelaphus och familjen rovflugor. Inga underarter finns listade i Catalogue of Life.